# Sofia di Assia-Kassel
Sofia di Assia-Kassel (Kassel, 12 settembre 1615 – Bückeburg, 22 novembre 1670) è stata una nobildonna tedesca, principessa di Hessen-Kassel e, per matrimonio, contessa di Schaumburg-Lippe.

## Biografia
Sophie nacque nel 1615 a Kassel, figlia del langravio Moritz von Hessen-Kassel (1572-1632) dal suo matrimonio con Juliane (1587-1643), figlia del conte Johann von Nassau-Dillenburg.
Sposò a Stadthagen il conte Filippo I di Schaumburg-Lippe (1601–1681) il 12 ottobre 1640, da cui ebbe dieci figli. Con questo il suo matrimonio, Filippo si assicurò il feudo rinnovato comprendente gli uffici redatti di Rodenberg, Hagenburg e Arensburg, sebbene legato alla condizione che la sua contea fosse soggetta al patrocinio della Langravia Amalie Elisabeth von Hessen-Kassel.

## Progenie
Dal loro matrimonio con Filippo I di Schaumburg-Lippe, Sophie ha avuto i seguenti figli:
- Elisabetta (* / † 1646)
- Eleonora Sofia (1648–1671)
- Giovanna Dorotea (1649–1695)

⚭ 1664 (divorzia nel 1678) Conte Johann Adolf von Bentheim-Tecklenburg (1637–1704)
- Edvige Luisa (1650-1731)

⚭ 1676 Duca Augusto di Schleswig-Holstein-Sonderburg-Beck (1652–1689)
- Wilhelm Bernhard (* / † 1651)
- Elisabetta Filippina (1652-1703)

⚭ 1676 Conte Filippo Cristiano Brenno di Asparn († 1708)
- Federico Cristiano (1655–1728), conte di Schaumburg-Lippe  ⚭ 1. 1691 (divorziato nel 1725) Contessa Johanna Sophie zu Hohenlohe-Langenburg (1673–1743)

⚭ 2. 1725 Anna Maria von Gall (1707–1760)
- Carlo Hermann (1656–1657)

- Carlotta Giuliana (1657-1684)

⚭ 1676 Conte Johann Heinrich von Kuefstein (1643–1687)
- Filippo Ernesto (1659–1723), conte di Lippe-Alverdissen

⚭ 1686 Principessa Dorothea Amalie di Schleswig-Holstein-Sonderburg-Beck (1656–1739)